# Артиллерийский курган
Артиллерийский курган — мемориальный комплекс на одноимённом кургане на подступах к городу Ростову-на-Дону (в 2-х километрах от села Большие Салы), где в ноябре 1941 года совершили свой подвиг артиллеристы под командованием героев Советского Союза Сергея Андреевича Оганова и Сергея Васильевича Вавилова. Комплекс представляет собой железобетонный постамент с установленной на нём 76-мм противотанковой пушкой, перед постаментом установлены четыре пилона, на которых перечислены воинские соединения и части, участвовавшие в боях за Ростов-на-Дону. Памятник открыт 8 мая 1972 года, автор и архитектор памятника — Э. Калайджан. 8 мая 1975 года мемориальный комплекс был расширен, к монументу был добавлен каменный куб со словами из приветственного письма Леонида Брежнева, весь комплекс стал называться «Героям битвы за Ростов».

## Подвиг
Осенью 1941 года немецкие войска прорывались на Северный Кавказ. Танковое наступление началось 17 ноября, в степях Дона начались кровопролитные оборонительные бои. Особую роль в отражении атак противника сыграли артиллерийские части и подразделения 56-й армии. 17-19 ноября отличилась батарея под командованием лейтенанта Сергея Андреевича Оганова. Занимая позицию на высоте Бербер-Оба, ныне переименованной в Артиллерийский курган, в нескольких километрах от села Большие Салы, в течение трёх дней артиллеристы отражали атаки вражеских танков, меняя позиции, выкатывая орудия для ударов прямой наводкой, используя гранаты и бутылки с зажигательной смесью . Всего было уничтожено более 20 немецких машин. Командир батареи Оганов и комиссар Вавилов были посмертно удостоены званий героев Советского Союза. Герои и их боевые товарищи похоронены в братской могиле в селе Большие Салы .

## Галерея

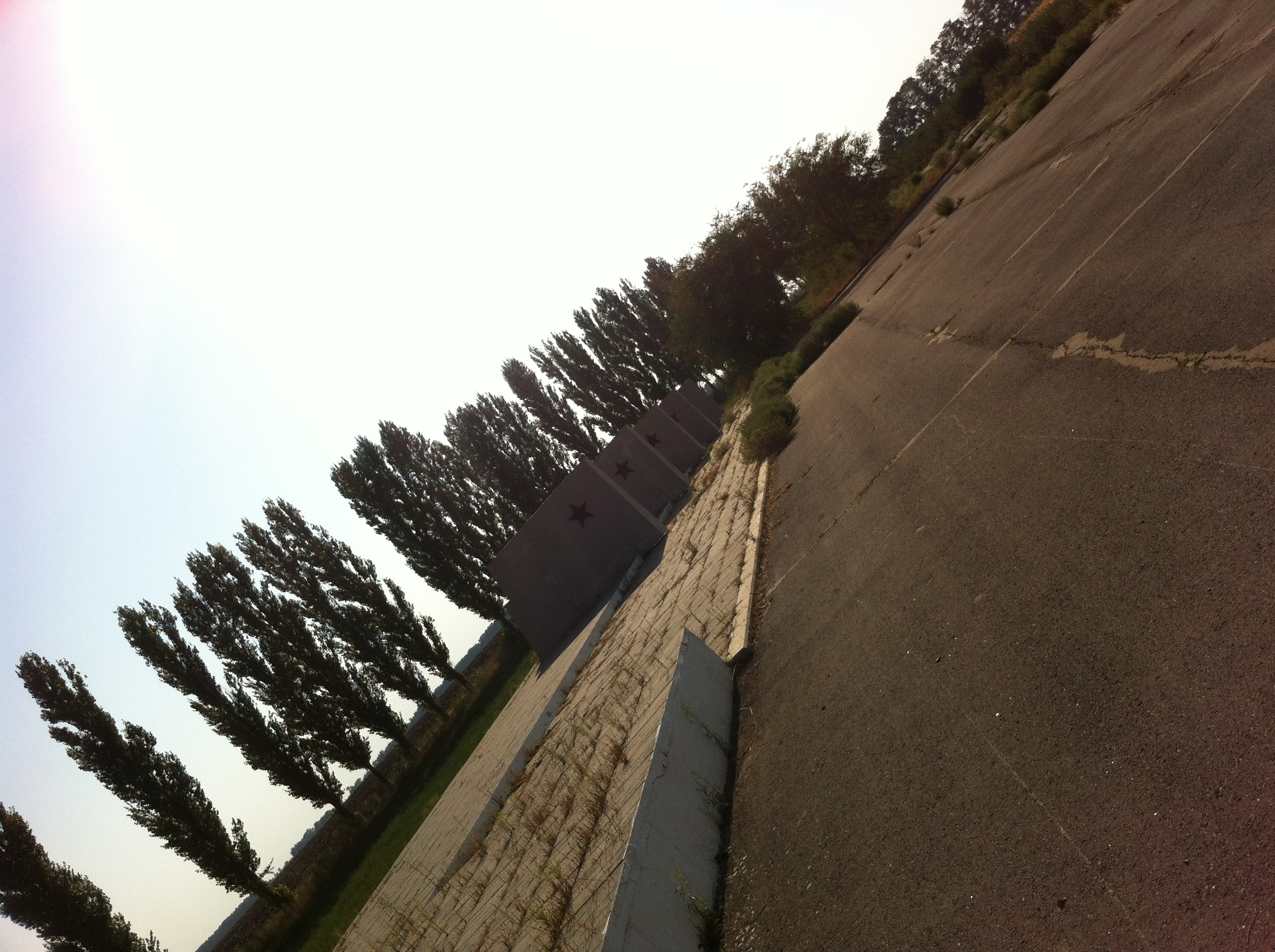
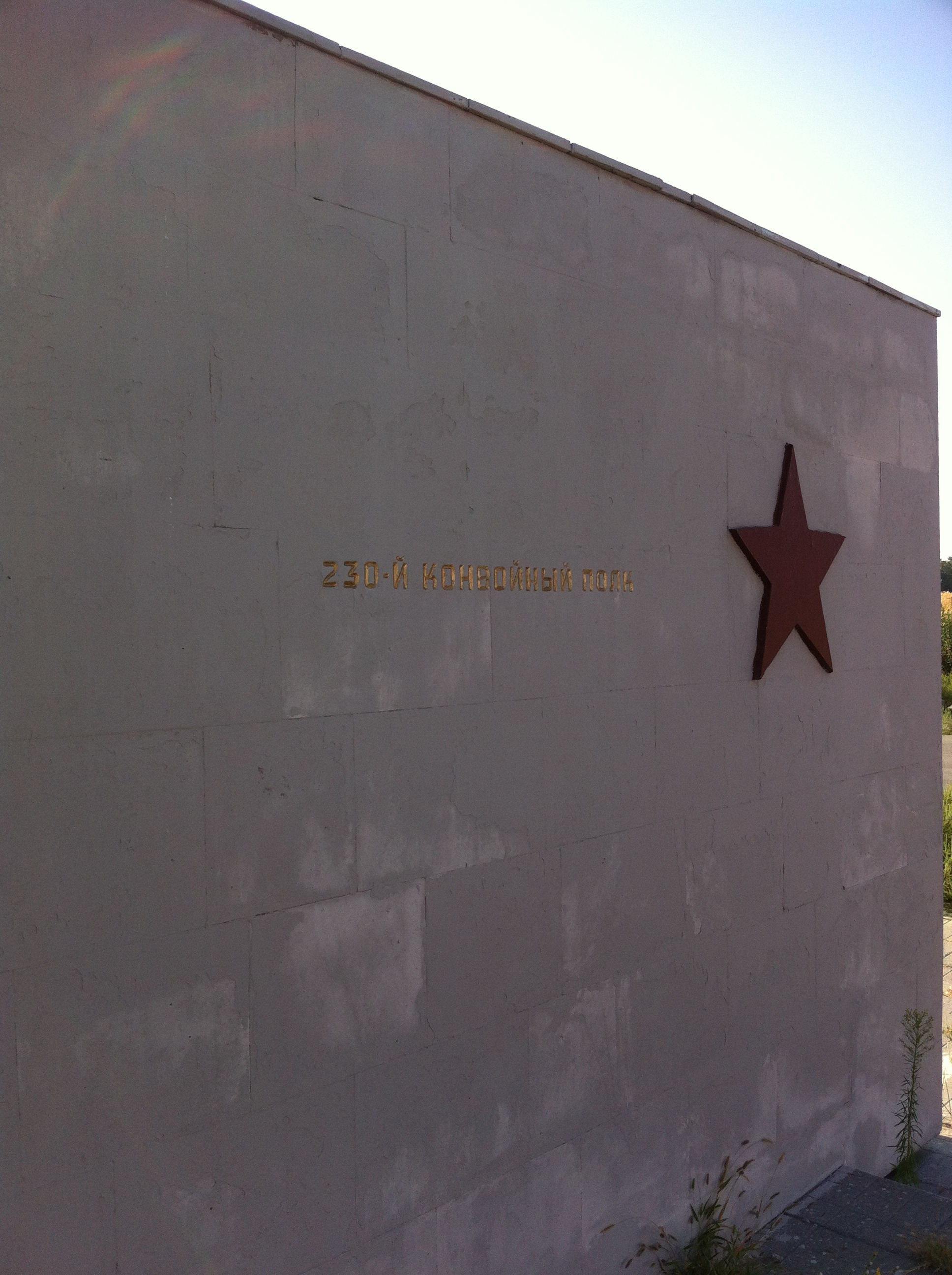
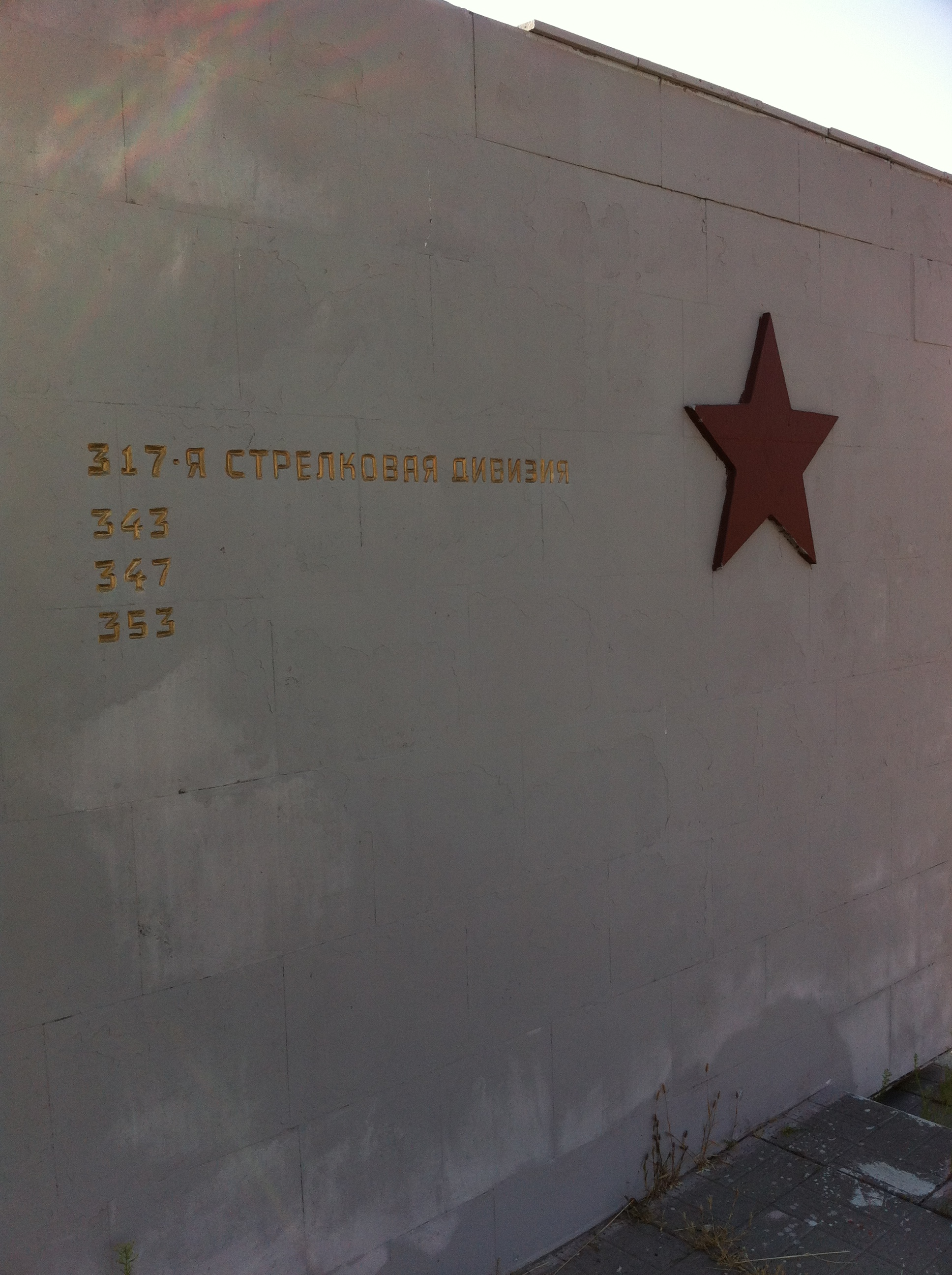
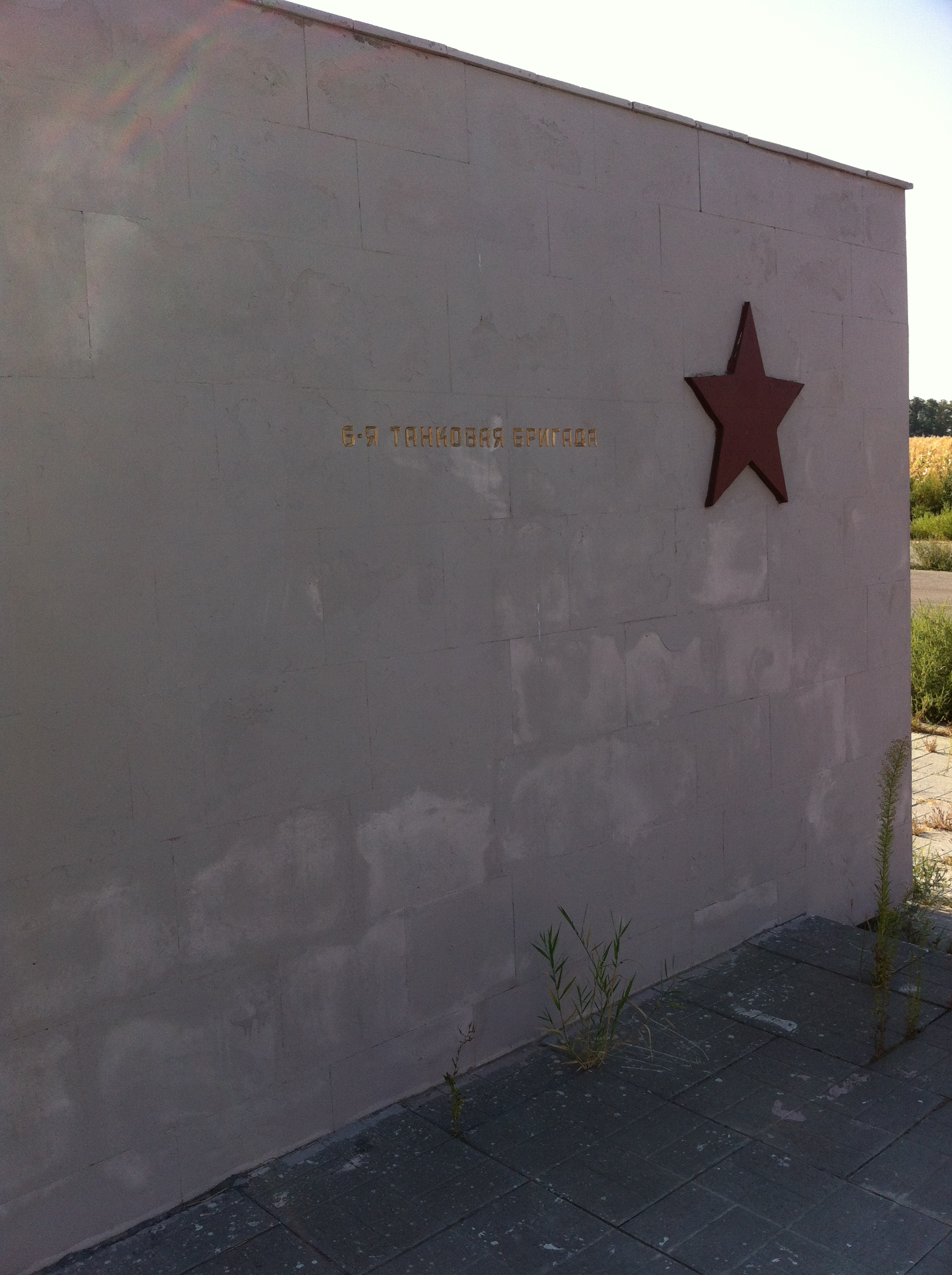
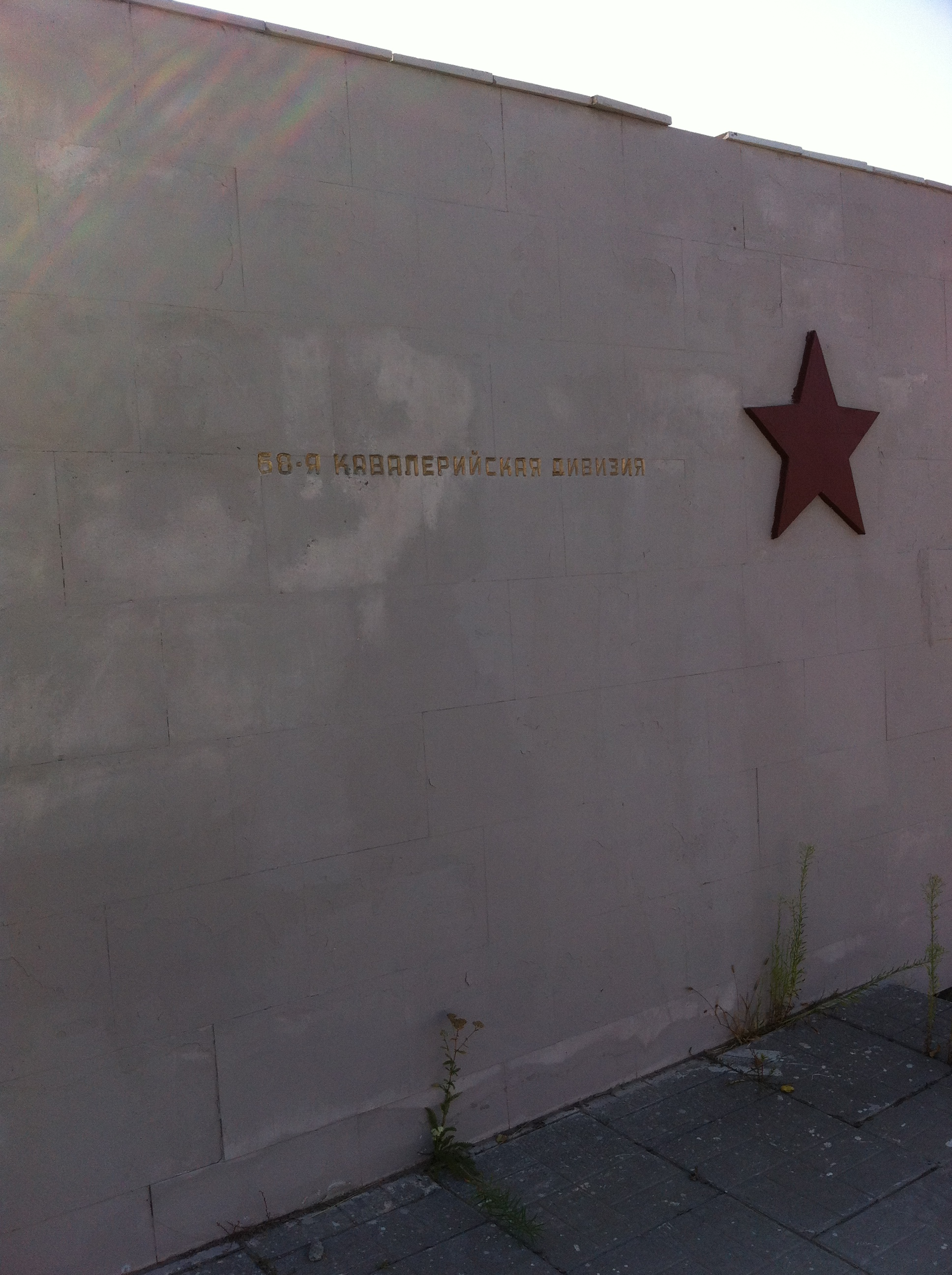

## Из письма, высеченного на монументе
Бои за Ростов осенью 1941 года были историческими: здесь наша Красная Армия перешла от обороны в наступление. Воздвигнутый вами памятник будет напоминать новым поколениям советских людей о беззаветном героизме их отцов и дедов, посланцев всех братских народов нашей страны, по призыву партии Ленина грудью вставших на защиту нашей Родины от врага. Никогда не сотрется в памяти народной их подвиг, значение которого было громадным для нашей страны и всего человечества. — Л.И. Брежнев